# Malik Turner
Malik Turner (Springfield, 30 gennaio 1996) è un giocatore di football americano statunitense che milita nel ruolo di wide receiver per i Las Vegas Raiders della National Football League (NFL).

## Carriera

### Seattle Seahawks
Dopo non essere stato scelto nel Draft NFL 2018 ed avere sostenuto un provino senza successo con i Green Bay Packers, Turner firmò con i Seattle Seahawks. Debuttò come professionista il 4 novembre 2018 contro i Los Angeles Chargers. Il 25 novembre ricevette il suo primo passaggio dal quarterback Russell Wilson contro i Carolina Panthers. La sua prima stagione si chiuse con 2 ricezioni per 20 yard in sei partite disputate.

### Dallas Cowboys
Dopo avere passato la pre-stagione 2020 con i Packers, il 6 settembre Turner firmò con i Dallas Cowboys.

### San Francisco 49ers
L'11 aprile 2022 Turner firmò un contratto di un anno con i San Francisco 49ers. Turner non rientrò nel roster attivo e fu svincolato il 30 agosto 2022 per poi essere inserito nella squadra di allenamento il giorno successivo. Turner fu svincolato dalla squadra di allenamento il 1º novembre 2022.

### Las Vegas Raiders
Il 4 novembre 2022 Turner firmò per la squadra di allenamento dei Las Vegas Raiders.